# Ilunnus
Ilunnus, Ilunus ou Ilun est un dieu de la mythologie celtique faisant partie du panthéon pyrénéen gallo-romain.

## Étymologie
On voit dans le nom de ce dieu soit une étymologie basque à mettre en parallèle avec les termes modernes ilun (sombre, obscur) ou bien hil (tuer), soit comme pour Iluro(n) une racine ibère signifiant « la cité ». 

## Equivalent par syncrétisme
Ilunnus est aussi utilisé comme épithète qualifiant Hercule à Narbonne et était donc assimilé à ce dernier.

## Inscriptions
Plusieurs inscriptions et autels dédiés à Ilunnus ont été trouvés dans les Pyrénées, avec quelques variations dans l'écriture du nom. Ainsi, ont été trouvées des inscriptions sous le nom de Ilunnus à Bagnères-de-Luchon et Juzet-de-Luchon, Ilunus à Montauban-de-Luchon et Cadéac (Hautes-Pyrénées), et Ilun à Cierp-Gaud (ou Melles). 
Une inscription utilisant Ilunnus comme épithète d'Hercule fut également trouvée à Narbonne, attestant de son culte dans la cité.